# Heraiskos
Heraiskos (altgriechisch Ἡραίσκος, lateinisch Heraiscus; gestorben um 480 in Alexandria) war ein hellenistisch-ägyptischer neuplatonischer Philosoph des 5. Jahrhunderts. Er war ein bedeutendes Mitglied der griechischen (heidnischen) Partei in Alexandria unter dem Patriarchat des Petros III. Mongos.
Er war in Athen ein Schüler des Proklos gewesen, der ihn für gelehrter hielt als sich selbst, und war der Lehrer von Isidor, über den Damaskios eine Biographie schrieb, in der auch Heraiskos vielfach erwähnt wird. Damaskios nannte den Heraiskos einen Philosophen aufgrund seiner Lebensführung.
Das byzantinische Lexikon Suda enthält einen relativ ausführlichen Artikel über Heraiskos, der ihn in Beziehung zu seinem Bruder Asklepiades darstellt, ebenfalls ein neuplatonischer Philosoph. Die Suda stellt Heraiskos als charismatischen Wundermann mit gottähnlichen Fähigkeiten dar, den Bruder dagegen als den Gelehrten, der tiefer als Heraiskos in die ägyptische Weisheit eingedrungen sei. 

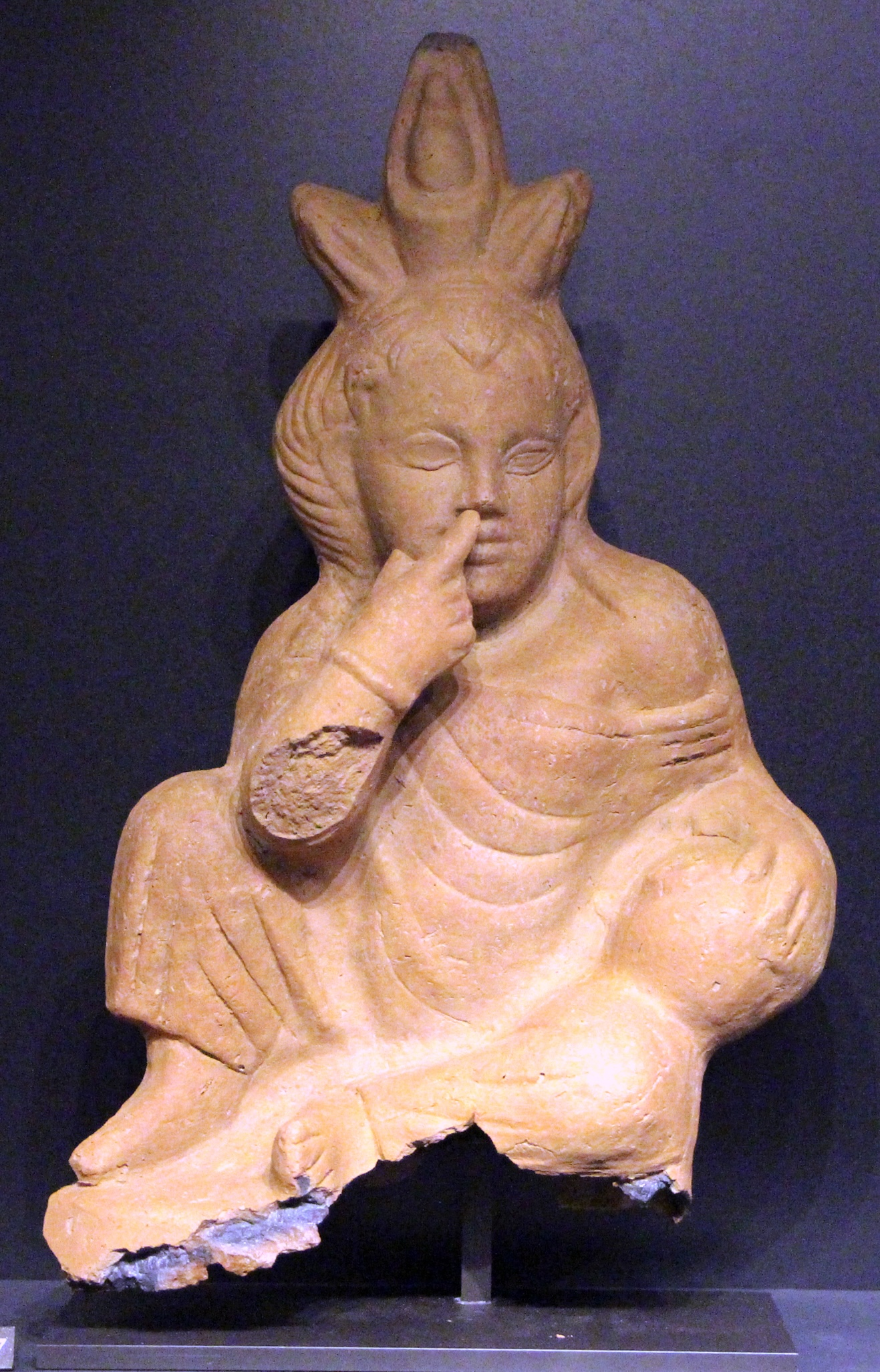
Harpokrates und die Geste des Schweigens

Der Suda zufolge soll Heraiskos die Fähigkeit besessen haben, von einem Gott „belebte“ Statuen von solchen zu unterscheiden, in denen keine Gottheit wohnt. Er war auch außerstande, Unreinheit zu ertragen. So konnte die Stimme einer menstruierenden Frau ihm angeblich Kopfschmerzen verursachen, beziehungsweise, wenn eine Frauenstimme ihm Kopfschmerzen verursachte, so ging man davon aus, dass sie ihre Blutung hatte. Bei seiner Geburt soll der Zeigefinger in der für den Harpokrates typischen Geste des Schweigens mit seiner Lippe verwachsen gewesen sein, was eine Operation erforderlich machte, von der er eine Narbe davontrug als Zeichen seiner besonderen Herkunft. 
Durch praktizierte Askese soll er den Körper überwunden haben und dadurch zum Bakchos (Βάκχος) und „gottähnlich“ (θεοειδή) geworden sein.
Heraiskos soll sehr erfahren gewesen sein in Riten und Orakeln und auch über die Fähigkeit zum Wahrsagen verfügt haben.
Heraiskos war ein Gegner des Christentums und gründete seine Philosophie besonders auf ägyptische Theologie und Überlieferung. Er scheint eine Zeit lang in Konstantinopel gelebt zu haben, wo er in die Auseinandersetzungen zwischen Ammonios, Erythrios und anderen verwickelt wurde, was dazu führte, dass er gefoltert wurde und fliehen musste.
Als Heraiskos vom Kaiser Zenon verfolgt wurde, versteckte und pflegte der Arzt Gessios von Petra ihn und sorgte nach seinem Tod für eine würdige Bestattung, die von seinem Bruder Asklepiades nach ägyptischem Brauch durchgeführt wurde. Bei der Bestattung sollen auf dem Leichengewand des Heraiskos leuchtende Zeichen erschienen und göttliche Gestalten gesehen worden sein.
Der Anonymus von 379 führt einen Heraiskos in seiner Liste bedeutender Astrologen auf. Aufgrund der Zeitstellung muss es sich jedoch um eine andere Person handeln, da Priesterämter im hellenistischen Ägypten weitgehend erblich waren, möglicherweise ein Vorfahr.